# Walter Baldwin Spencer

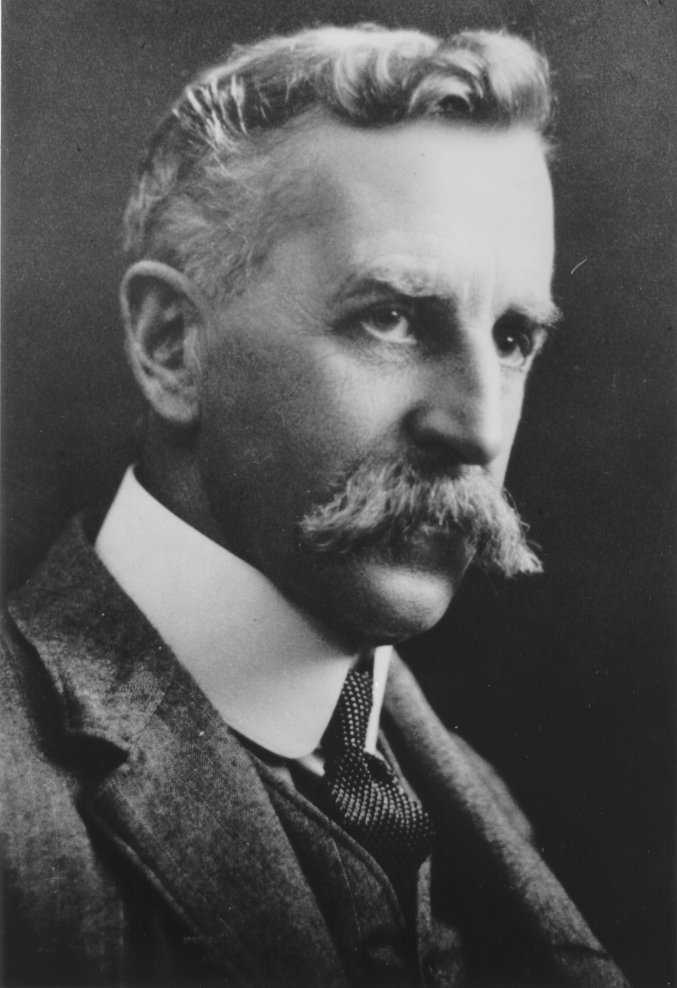
Sir Walter Baldwin Spencer

Sir Walter Baldwin Spencer (* 23. Juni 1860 in Stretford, Lancashire; † 14. Juli 1929 auf Navarino) war ein australischer Biologe, Anthropologe und Ethnologe britischer Herkunft.

## Leben
Berühmt sind seine Werke über die Arunta (zusammen mit Francis James Gillen) und die nördlichen Stämme Zentralaustraliens. Er wurde von der Regierung zum Chief-Protector of Aborigines ernannt.
Er gab den Report über die Arbeit der wissenschaftlichen Horn-Expedition nach Zentralaustralien heraus.
1919 wurde er als Knight Commander des Order of St Michael and St George geadelt. Die Royal Society of New South Wales verlieh ihm 1923 die Clarke-Medaille. Das Kap Spencer in der Antarktis trägt seinen Namen.

## Werke
- Report on the work of the Horn-Scientific-Expedition to Central Australia. Dulau, London u. a. 1896.
  - Teil 1: Introduction, Narrative, Summary of results, Supplement to zoological report, Map.
  - Teil 2: Zoology.
  - Teil 3: Geology and Botany.
  - Teil 4: Anthropology.
- mit F. J. Gillen: The Native Tribes of Central Australia. Macmillan, London 1899.
- mit F. J. Gillen: The Northern Tribes of Central Australia. London, 1904.
- mit F. J. Gillen: Across Australia. 2 Bände. Macmillian, London 1912.
- Native tribes of the Northern Territory of Australia. London 1914.
- mit F. J. Gillen: The Arunta. A Study of a Stone Age People. 2 Bände. Macmillan, London 1927.
- Wanderings in wild Australia. 2 Bände. Macmillan, London 1928.
- Spencer’s scientific correspondence with Sir J. G. Frazer and others. Clarendon Press, Oxford 1932.